# Geoffroys kat
Geoffroys kat (latin: Leopardus geoffroyi) er et kattedyr som lever i Mellem- og Sydamerika. Den er på størrelse med en tamkat. Den er opkaldt efter den franske zoolog Étienne Geoffroy Saint-Hilaire (1772-1844).

## Beskrivelse
Længden af hoved og krop er 60 cm, dertil kommer halen på 30 cm. Pelsens grundfarve er grå eller gulbrun med små sorte pletter. Der forekommer ofte melanistiske individer. Den er udbredt i den sydlige halvdel af Sydamerika, øst for Andesbjergene. Her lever den både i skove og i græsland med spredte træer. Føden består blandt andet af harer og gnavere. Da den også jager fisk i vandet, bliver den i Sydamerika også kaldt "fiskekat".